# Friedhelm Klenner
Friedhelm Klenner (* 5. März 1946) ist ein ehemaliger deutscher Radrennfahrer und nationaler Meister im Radsport.

## Sportliche Laufbahn
Klenner begann mit dem Radsport im Verein Neusser-Radsportverein 88/09 in der Jugend B, später wechselte zum Verein RC Schwalbe Mönchengladbach. Er wurde 1973 Sieger in der Mannschaftsverfolgung bei den deutschen Bahnmeisterschaften mit seinem Verein Berliner RC Grün-Weiß Derby 1921 (der in der Besetzung Peter Vonhof, Rainer Podlesch, Friedhelm Klenner, Michael Becker fuhr). Im selben Jahr wurde er Vize-Meister im Mannschaftszeitfahren (wie schon 1969 und 1970) und im Zweier-Mannschaftsfahren mit Hans-Gerd Hünerbein. Ebenfalls Zweiter der deutschen Meisterschaft war er 1971 in der Einerverfolgung hinter Rupert Kratzer. Er ist der Bruder von Rainer Klenner.